# Лобановка
Лоба́новка (рос. Лобановка, ерз. Лобановка) — присілок у складі Єльниківського району Мордовії, Росія. Входить до складу Великомордовсько-Пошатського сільського поселення.
Населення — 70 осіб (2010; 86 у 2002).
Національний склад (станом на 2002 рік):
- татари — 95 %